# Passiflora eichleriana
Passiflora eichleriana je biljka iz porodice Passifloraceae. 